# فهرست توهین‌های نژادی
در این نوشتار، فهرستی از برخی اصلاحات تحقیرآمیز که نژاد یا احیاناً ساکنان منطقه‌ای خاص را به منظور تحقیر یا توهین به اهالی آن مناطق، می‌نهند یا می‌نهاده‌اند؛ آورده می‌شود.
بسیاری از این موارد که با پسوند «خور» وجود دارد مربوط به خوردنی‌های تابویی است که گروه مخاطب آن را مصرف می‌کنند یا در گذشته مصرف می‌کرده‌اند یا تنها جهت تمسخر به مصرف آن منتسب شده‌اند.

## ا
ازبک
در فارسی به معنای «زشت» نیز به‌کار رفته است.
الیگاتور
یک شخص سیاه‌پوست، به خصوص یک کودک سیاه‌پوست. بیشتر در ایالات‌هایی مانند فلوریدا استفاده می‌شود. این واژه برای اولین بار در اوایل قرن بیستم استفاده شد، هرچند برخی از این اصطلاحات را در اواخر قرن نوزدهم نیز مطرح کردند.

## ب
بربرها
به تمامی اقوام شمالی آفریقا - نواحی شمالی شبه‌جزیره بالکان وشبه‌جزیره ایتالیا - گفته می‌شود که از دریای سیاه تا شبه‌جزیره ایبری گسترده بودند.
بلغاروفیل
یک اصطلاح مورد استفاده برای افرادی که در مقدونیه و منطقه رودخانه پوموراولیه خود را به عنوان بلغارها معرفی می‌کنند.

## پ
پاکی
در بریتانیا، کانادا و ایرلند به پاکستانی‌ها و نیز مردمان هندی گفته می‌شود (در برخی موارد هم برای اهالی خاورمیانه استفاده می‌شود).
پفیکه
در استرالیا به پروسها (تاریخی) و به کل به آلمانی‌ها گفته می‌شود.

## ت
تکفیری
این واژه در ادبیات سیاسی روز در توصیف گروه‌هایی در حال رشد از مسلمانان تندرو و طلاب انشعابی سنی و متمایل به وهابیت است که از آنان با نام «سلفی - تکفیری» یاد می‌شود. سلفی - تکفیری‌ها ورای نگاه سنتی به فقه، حق تکفیر و صدور حکم ارتداد دیگر مسلمانان را برای خود محفوظ می‌دانند و بر اجرای مجازات‌های مربوط به آن مانند اعدام راساً اقدام می‌کنند.
تازی شیوهٔ تلفظ ایرانیان از نام قبیله طایی است، قبیله طایی نخستین عرب‌هایی بودند که ایرانیان در عصر پیش از اسلام با آنها مواجهه داشتند. بعداً در زمان تجاوز اعراب و خلافتشان در ایران این واژه را ایرانیان برای همه عرب‌ها بکار می‌بردند.

## ج
جهود
به معنی یهودی یا کسی که دین موسی را پذیرفته گفته می‌شود.

## چ
چانکورو
واژه‌ای است که ژاپنی‌ها به چینی‌ها می‌گویند.

## ح
حاجی
عموماً به مردم خاورمیانه و جنوب آسیا گفته می‌شود.

## د
داگو
اصطلاحی است که در مناطقی از ایالات متحده در اشاره به ایتالیایی‌ها، اسپانیایی‌ها، یونانی‌ها، پرتغالی‌ها و مالتی‌ها استفاده می‌شود. آمریکایی‌ها، در اولویت اول برای ایتالیایی‌ها و افراد ایتالیایی‌تبار استفاده می‌کنند.

## ر
رافضی
اصطلاحی است که برخی از مسلمانان در اشاره به شیعیان، از آن استفاده می‌کنند. این واژه، از ریشه «رفض»، به معنای رد کردن آمده، و نخست بار زیدیان، همه شیعیانِ غیر از خود را رافضی گفتند؛ زیرا امامت زید بن علیرا رفض می‌کردند. (شاید) از اینجا این نام برای شیعه به وجود آمد. شیعه آن را نمی‌پسندد، چرا که به‌تدریج از معنای اصلی‌اش منحرف و کنایه‌ای از ترک مذهب گشته است؛ یعنی فرد مورد نظر از دین دور شده است و کلمه‌ای مترادف کلمه خوارج است که به گروهی از مسلمانان می‌دهند. اما برخی از شیعیان، به استناد گروهی از روایات، رافضی بودن با معنای رد کردن خلفای ثلاثه را مدح خود می‌دانند.
ردنک
یک اصطلاح توهین‌آمیز خطاب به سفیدپوستان است که در جوامع آمریکای شمالی کاربرد دارد.

## ز
زاغول
در فارسی به صورت تحقیرآمیز برای کسانی به‌کار می‌رود که چشم‌های روشن، سبز و آبی، دارند.
زردنبو
در فارسی به صورت تحقیرآمیز برای کسانی به‌کار می‌رود که موهای بلوند و روشن دارند.

## س
سیاه‌برزنگی
در فارسی به صورت تحقیرآمیز برای اشاره به فرد سیاه‌پوست به‌کار می‌رود.
سیاتو… هجوشدهٔ سیاه تو… به صورت تحقیر و تعریف برای شناساندن فردی سیاه‌پوست و هم چنین کاکاسیاه هم گفته شده است.
سندنیگر
یک اسم در زبان انگلیسی است. قابل ذکرترین استفادهٔ آن، برای خطاب کردن مردمان خاورمیانه (به خصوص مردمان عرب) به منظور تحقیر بوده است.

## ش
شیکسا
یک لغت ییدیش یا لهستانی است که به زبان انگلیسی وارد شده است. این لغت به معنای «زن غیریهود» است که معمولاً با دید منفی همراه است. معمولاً شیکسا به زن غیریهودی (جنتیل) گفته می‌شود که بسیار جذاب بوده و برای مردان یهودی برای دوستی یا ازدواج وسوسه‌آمیز است. از آنجا که در شریعت یهود، یهودی بودن از طریق مادر منتقل می‌شود بسیاری از روحانیون یهودی شیکساها را به عنوان خطری جدی برای بقای یهودیت می‌دانستند زیرا در صورت ازدواج مردان یهودی با آنان، فرزند این رابطه دیگر یهودی تلقی نمی‌شود.

## ع
علی بابا
در ایالات متحده برای عراقی‌های مظنون به فعالیت جنایی بکار می‌رود.

## ک
کافر
به کسی گفته می‌شود که دارای دین نباشد. در قدیم، زندیق هم می‌گفتند.
کایک
اصطلاحی توهین‌آمیز خطاب به یهودیان است. نخستین کاربرد ثبت شده این واژه به سال ۱۹۰۰ و ۱۹۰۴ برمی‌گردد.
کو مو
به معنی لغوی «مو قرمز»، واژه‌ای است که در ژاپن، مالزی، سنگاپور و تایوان جهت توصیف مردمان سفیدپوست بکار برده می‌شود.
کاکا سیاه
اصطلاحی توهین آمیز خطاب به سیاه پوستان
کرکر
اصطلاحی (اغلب) توهین آمیز خطاب به سفید پوستان

## گ
گوی
لفظی است که در تورات برای نامیدن یک ملت یا قوم استفاده می‌شود. معنی لغوی آن می‌تواند «غریبه» یا «غیر یهود» نیز باشد. به صورت جمع معمولاً این لغت برای غیریهود استفاده می‌شود (Exodus ۳۴:۲۴)، که معادل واژه «جنتیل» (Gentile) است.
گویدو
یک اصطلاح زبان عامیانه اغلب موهن برای طبقه کارگر شهری ایتالیایی آمریکایی است. گیدو کلیشه‌ای چند وجهی است. در اصل به عنوان یک اصطلاح تحقیرآمیز برای آمریکایی‌های ایتالیایی‌تبار به کار گرفته می‌شده است.

## ل
لوگان
به لیتوانیایی‌ها گفته می‌شود.

## ن
نیگر
یک اسم در زبان انگلیسی است. قابل ذکرترین استفادهٔ آن، برای خطاب کردن سیاه‌پوست (به خصوص مردمان آفریقای سیاه) به منظور تحقیر بوده است.
ناصبی
واژه‌ای است که به کسی که با علی بن ابی‌طالب یا امامان شیعه دشمن باشد گفته می‌شود.

## و
واسپ
ساخته‌شده از سرواژهٔ «سفیدپوستان انگلوساکسون پروتستان» عنوانی غیررسمی و بعضاً تحقیرآمیز است که برای اشاره به طبقهٔ بانفوذ و بالادست «آمریکاییان سفیدپوست» از نسل «انگلیسی‌های پروتستان» به‌کاربسته می‌شود. این عنوان برای گروهی به کار برده می‌شود که به باور برخی کنترلی بی‌اندازه بر جامعه، سیاست و اقتصاد ایالات متحده دارند.
وایت ترش
یک لفظ تحقیرآمیز نژادی انگلیسی آمریکایی در اشاره به سفیدپوستان فقیر، خصوصاً در مناطق روستایی جنوب آمریکاست، که تلقین گر طبقه اجتماعی و سطح پایین زندگی آنان است. این لفظ به رانده شدگان از جامعهٔ آبرومند اشاره دارد که در حاشیه‌های نظم اجتماعی زندگی می‌کنند، کسانی که از آنجا که ممکن است مجرم، غیرقابل پیش‌بینی و بی‌احترام به اقتدار، چه سیاسی، حقوقی یا اخلاقی، باشند خطرناک شمرده می‌شوند. این لفظ غالباً یک لفظ تحقیرآمیز نژادی است، ولی ممکن است از سوی سفیدپوستان طبقه کارگری به‌طور مطایبه آمیز در اشاره به خودشان به منظور توصیف اصل و نسب یا شیوهٔ زندگی شان به کار رود.
وِت‌بَک
(به معنای تلویحی «خیس‌پُشت از عرق») اصلاحی تحقیرآمیز در زبان انگلیسی که به کارگران و مهاجران عمدتاً غیرقانونی هیسپانیک مقیم آمریکا گفته می‌شد.

## ه
هاائول
واژه ای در زبان هاوایی است و به فردی گفته می‌شود که دارای شرایط زیر باشد: سفیدپوست، آمریکایی، انگلیسی، یا به‌طور کلی بیگانه.

## ی
یانکی
اصطلاحی عامیانه، و نامی است که مردم انگلستان به استهزا مردم اتازونی را به آن نامیدند و بعدها از طرف جنوبی‌های آمریکا به شمالی‌ها داده شد. اکنون در نقاط مختلف جهان این نام از روی استهزا و خشم به مردم آمریکا گفته می‌شود.